# 953
953（九百五十三、きゅうひゃくごじゅうさん）は自然数、また整数において、952の次で954の前の数である。

## 性質
- 953は162番目の素数であり、1つ前は947、次は967。
  - 約数の和は954。
- 37番目のソフィー・ジェルマン素数である。1つ前は911、次は1013。
- 51番目の左切り捨て可能素数である。1つ前は947、次は967。
- 95…53 の形の最小の素数である。次は95…(19個の5)…53。(オンライン整数列大辞典の数列 A101010)
- 末尾の2桁が53の5番目の素数である。1つ前は853、次は1153。(オンライン整数列大辞典の数列 A244771)
- 1/953 は循環節の長さ952の循環小数になる。
  - 逆数が循環小数になる数で循環節が952になる最小の数である。次は1906。
  - 循環節が n −1 である巡回数を作る57番目の素数である。1つ前は941、次は971。
- 953 = 132 + 282
  - 異なる2つの平方数の和で表せる280番目の数である。1つ前は949、次は954。(オンライン整数列大辞典の数列 A004431)
- 異なる3つの平方数の和7通りで表せる25番目の数である。1つ前は906、次は954。(オンライン整数列大辞典の数列 A025345)
- 953 = 23 + 63 + 93
  - 3つの正の数の立方数の和1通りで表せる122番目の数である。1つ前は946、次は972。(オンライン整数列大辞典の数列 A025395)
  - 3つの正の数の立方数の和で表せる30番目の素数である。1つ前は919、次は1009。(オンライン整数列大辞典の数列 A007490)
  - 異なる3つの正の数の立方数の和1通りで表せる66番目の数である。1つ前は946、次は972。(オンライン整数列大辞典の数列 A025399)
  - 異なる3つの正の数の立方数の和で表せる16番目の素数である。1つ前は919、次は1009。(オンライン整数列大辞典の数列 A122723)
  - n = 3 のときの 2n + 6n + 9n の値とみたとき1つ前は121、次は7873。(オンライン整数列大辞典の数列 A074543)
- 各位の和が17になる60番目の数である。1つ前は944、次は962。

## その他 953 に関連すること
- 西暦953年
- 紀元前953年
- 新幹線952形・953形電車は東日本旅客鉄道が製作した高速試験用新幹線電車。